# Regione di Poro
La regione di Poro è una delle 31 regioni della Costa d'Avorio. Situata nel distretto di Savanes, ha per capoluogo la città di Korhogo ed è suddivisa  in quattro dipartimenti: Dikodougou, Korhogo, M'Bengué e Sinématiali.
La popolazione censita nel 2014 era pari a  763.852 abitanti.